# Sveti Marko (ostrvo)
Ostrvo Sveti Marko ili Stradioti („grčki vojnik”) nalazi se u Crnoj Gori, pored Miholjske prevlake ili Ostrva cveća. Ovo ostrvo je decenijama bilo pod zakupom MEDITERANEE, francuskog kluba. Sveti Marko je bila velika atrakcija za turiste, sa čistom plažom. Danas je ostrvo napušteno i zapušteno.

## Legenda
Po predanju ovo ostrvo nosi ime Sveti Gavrilo, po istoimenoj crkvi koja se tu nalazi. Po legendi, grčki bogovi su poklonili ostrvo Svetog Gavrila grčkim hrabrim ratnicima za pobede u raznim bitkama. Iscrpljeni i ranjeni ratnici su dolazili na ovo ostrvo da bi zalečili rane i postepeno oporavljali. Njih je začarala čistoća i lepota ovog ostrva, te su se oni zakleli svojim bogovima da više nikada nikome neće ništa nažao učiniti, osim iz odbrane ili nužde. U ime te zakletve, zasadili su maslinu od koje kasnije nastaje veliki maslinjački vrt. Posle izvesnog vremena, prekršili su svečano dato obećanje. Naravno, to je veoma razljutilo njihove bogove. Onda su bogovi poslali veliku oluju na ostrvo. Ali je ipak bilo malo brodolomnika koji su preživeli. Onda bogovi odlučiše da ih kazne još gorom kaznom, te poslaše neizlečivu bolest, od koje su svi poumirali. Od svega ovoga ostala su samo veličanstvena stabla masline.

## Spoljašnje veze
- Ostrvo Sveti Marko ide za 80 miliona evra, netaknuti raj na zemlji traži novog vlasnika FOTO (B92, 8. mart 2023)